# Zygmunt Hanusik
Zygmunt Hanusik (Voivodato de Silesia, 28 de febrero de 1945-Katowice, 4 de marzo de 2021) fue un ciclista polaco.
Campeón de Polonia en ruta en 1970, ganó el Tour de Argelia ese mismo año. Representó a Polonia en la carrera de ruta de los Juegos Olímpicos de 1968.